# Bagali
Bagali est un village du département et la commune rurale de Diapaga, situé dans la province de la Tapoa et la région de l’Est au Burkina Faso.

## Géographie

### Démographie
- En 2006, le village comptait 1 176 habitants recensés[1].

## Santé et éducation
Le centre de soins le plus proche de Bagali le centre médical avec antenne chirurgicale (CMA) de Diapaga.